# ガブリエル・ティアコー
ガブリエル・ティアコー（Gabriel Tiacoh、1963年2月9日 - 1992年4月4日）は、コートジボワールの陸上競技選手。アビジャン出身。21歳のときに出場した1984年ロサンゼルスオリンピック男子400mにおいて、44秒54のアフリカ新記録で銀メダルを獲得し、コートジボワール初のメダルをもたらした。
1988年のソウルオリンピックにも出場したが男子400mは準々決勝で敗退、4×100mリレーも準決勝で敗退となった。
ティアコーは1992年に29歳の若さでウィルス性髄膜炎のためにこの世を去った。